# Simandres
Simandres – miejscowość i gmina we Francji, w regionie Owernia-Rodan-Alpy, w departamencie Rodan.
Według danych na rok 1990 gminę zamieszkiwały 1044 osoby, a gęstość zaludnienia wynosiła 100 osób/km² (wśród 2880 gmin regionu Rodan-Alpy Simandres plasuje się na 755. miejscu pod względem liczby ludności, natomiast pod względem powierzchni na miejscu 1088.).